# 施羅肯山
47°38′39″N 14°11′11″E / 47.64417°N 14.18639°E

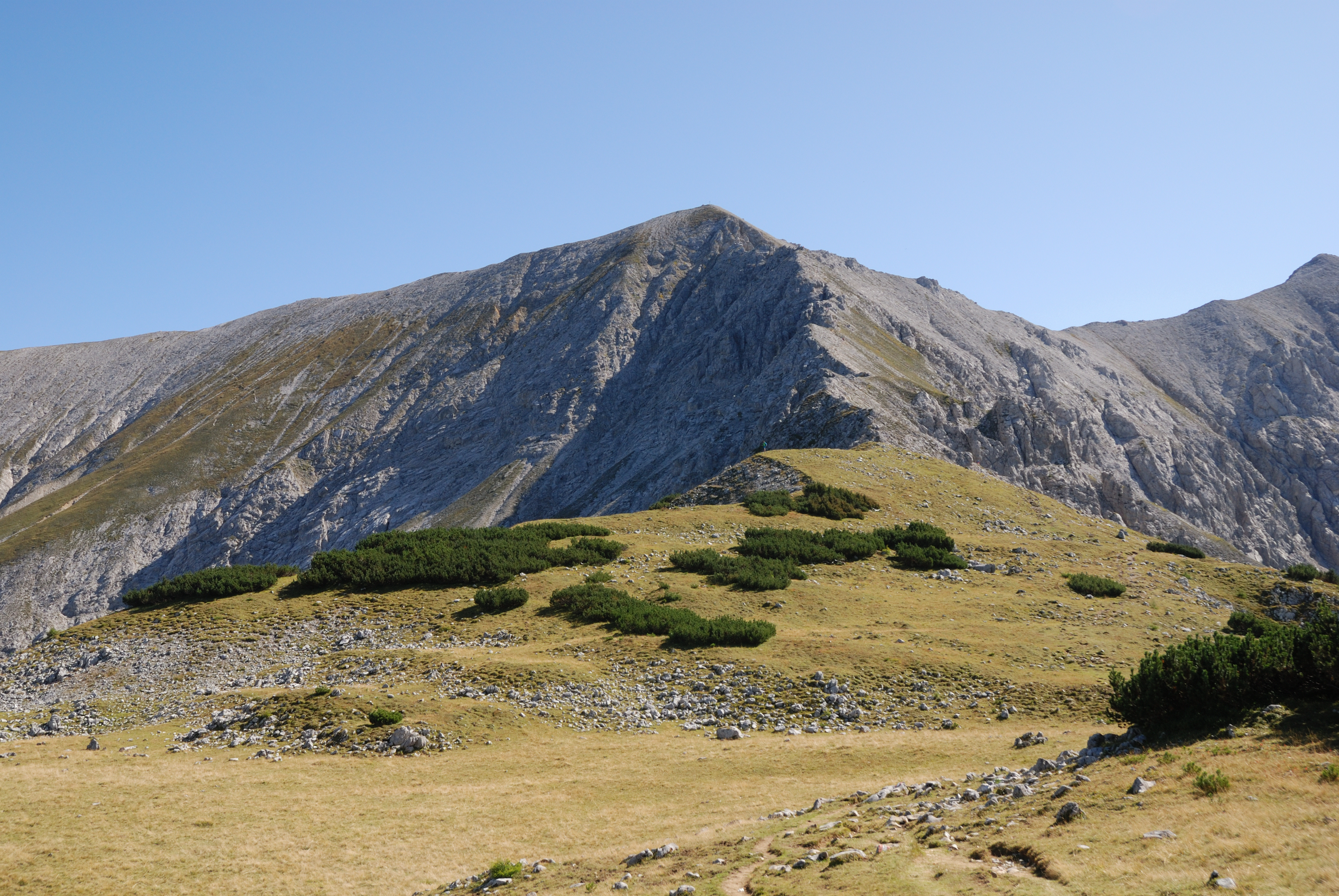

施羅肯山（德語：Schrocken），是奧地利的山峰，位於該國中部，處於上奧地利州和施泰爾馬克州接壤的邊界，屬於瓦申克山脈的一部分，海拔高度2,281米，每年平均降雨量1,578毫米。